# Space Invaders
Space Invaders (англ. Космічні загарбники) — відеогра для аркадних ігрових автоматів, розроблена Тосіхіро Нісікадо у 1978 році. Вперше гра була випущена в Японії, в 1978 р.
Space Invaders стала однією з ігор, які найбільше вплинули на подальший розвиток ігрової індустрії та, разом з такими іграми того часу як Pac-Man і Тетріс, стала попередницею безлічі сучасних відеоігор.

## Ігровий процес

Гравець управляє гарматою, яка стріляє в інопланетян. Перед гарматою стоять чотири блоки фортеці.

Гра діє за принципом такого популярного атракціону як тир. Гравець керує рухом гармати вправо-вліво у нижній частині екрана. Лави «космічних загарбників», рухаючись в різні боки, повільно спускаються з верхньої частини екрану. Всього їх є 55, по 5 рядів з 11 загарбниками у кожному. Якщо хоча б один з інопланетян торкається нижньої частини екрана, гра закінчується. Початково гармату певною мірою захищає фортеця, встановлена перед нею, але ворожі постріли поступово руйнують укріплення. В оригінальній грі на екран перед фортецею і гарматою накладалася зелена смужка целофану, яка й зафарбовувала їх.
Гравець володіє нескінченним запасом пострілів з гармати. Зі свого боку, прибульці також іноді стріляють в гармату, використовуючи «смертельний промінь» чи бомби. Коли на екрані залишається тільки один прибулець, він починає рухатися і знижуватися з максимальною швидкістю. Щойно його знищено, починається нова хвиля нападу загарбників.
У міру того, як гравець знищує прибульців, вони прискорюються. З кожною хвилею вони з'являються на один ряд нижче, ніж раніше. З набором очок додаються нові гармати. Гра триває потенційно нескінченно і завершується коли гравець, рано чи пізно, втрачає всі гармати із запасу.
За знищення прибульців гравцеві нараховуються очки і він може спробувати перевершити свій попередній рекорд або позмагатися з іншими гравцями. Що вищий рівень, то більше очок дається за кожного: по 10 очок за нижні два, по 20 за середній та по 30 за два верхніх. Загалом за знищення кожної хвилі нараховується по 990 очок. Час від часу з'являється летюча тарілка, що стрімко пролітає у верхньому ряду. За влучання в неї даються випадковим чином 50, 100, 150 чи 300 очок. При досягненні кожних 1500 гравець отримує додаткову гармату в запас.

## Культурний вплив
Space Invaders вже за кілька тижнів після виходу на аркадних автоматах здобула величезну популярність. Вона пропонувала напружене суперництво людини з машиною; діти, підлітки та дорослі стікалися в зали ігрових автоматів, щоб пограти чи бодай побачити цю гру. Автомати доводилося встановлювати в залах для боулінгу та навіть продуктових магазинах, коли спеціальних ігрових стало не вистачати для задоволення напливу охочих до гри. Власники кафе прибирали зі своїх залів столики лише для того, щоб поставити додатковий автомат зі Space Invaders.
Поп-група Funny Stuff склала пісню «Disco Space Invaders», яка швидко стала хітом, що супроводжувалася танцювальними рухами, які наслідували судорожні рухи прибульців. Американський дистриб'ютор Taito компанія Bally Midway продала приблизно 60 000 машин зі Space Invaders.
У 1978 році відеоігровий бізнес отримав дохід близько 472 мільйонів доларів — трохи менше, ніж в попередньому році, коли ця цифра склала 551 мільйон доларів. У 1979 році вона практично потроїлася — до 1,333 мільярда доларів, завдяки Space Invaders.

## Галерея

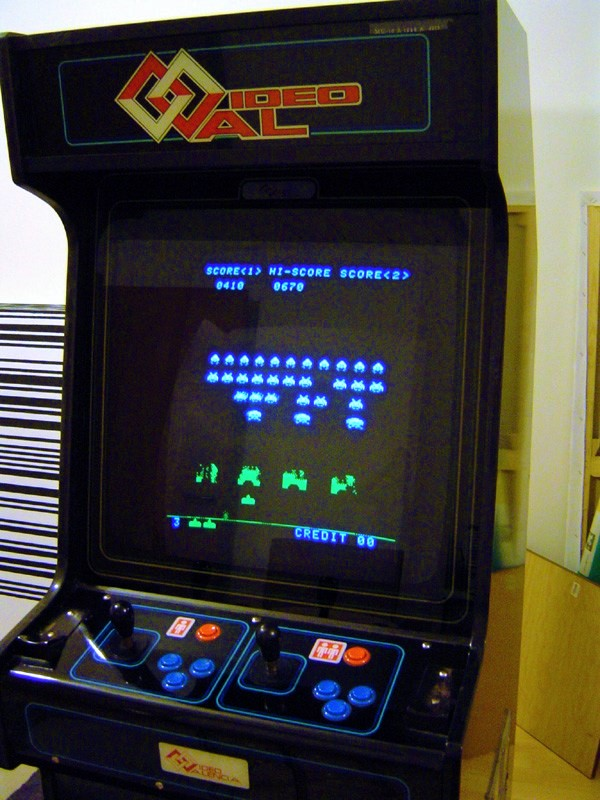
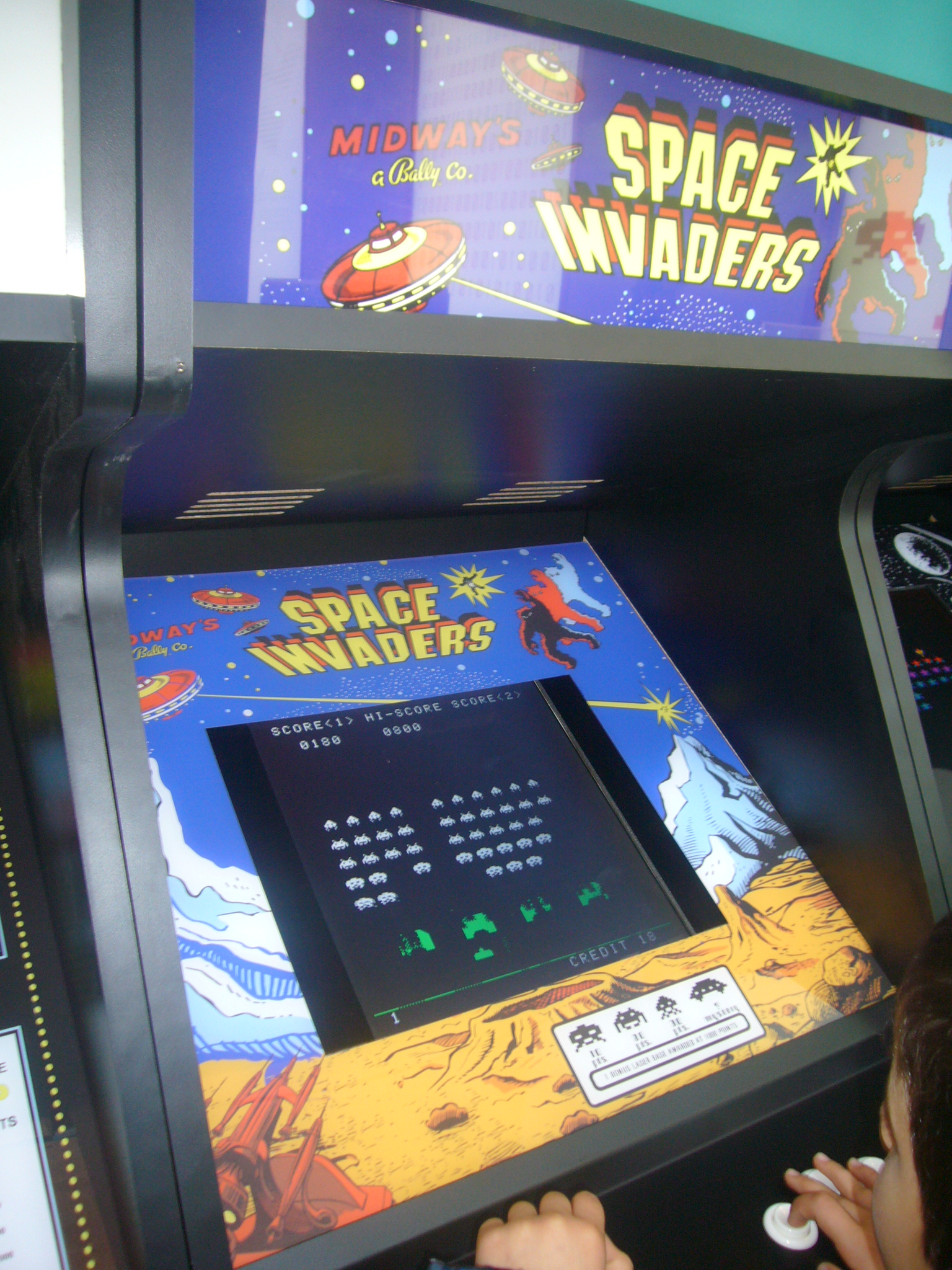
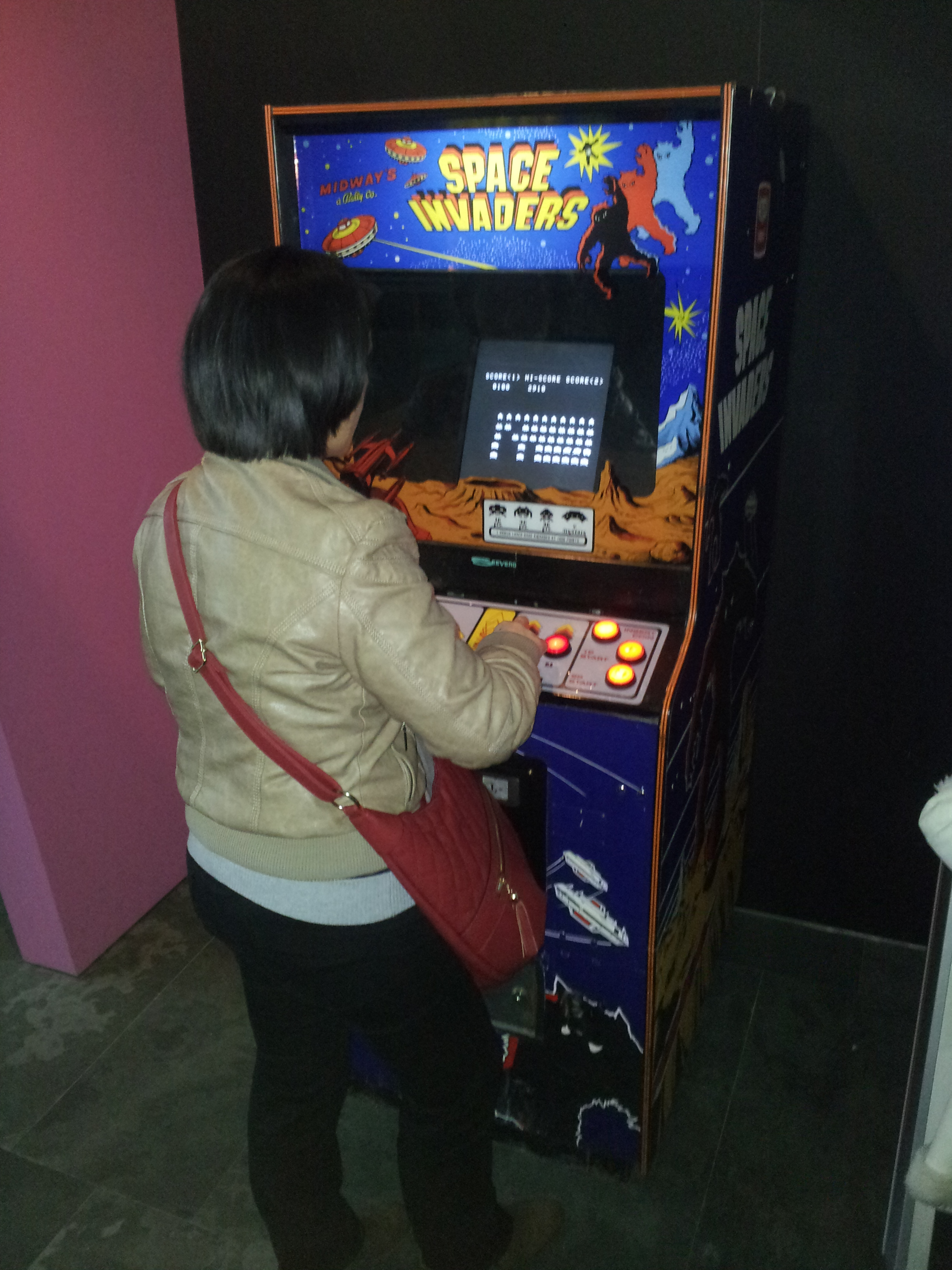

## Відео
- Геймплейне відео DOS версії 1995 р. [Архівовано 8 жовтня 2014 у Wayback Machine.]